# Бишево (Рожаје)
Бишево је насеље у општини Рожаје у Црној Гори. Према попису из 2003. било је 380 становника (према попису из 1991. било је 437 становника).

## Демографија
У насељу Бишево живи 259 пунолетних становника, а просечна старост становништва износи 29,0 година (27,9 код мушкараца и 30,3 код жена). У насељу има 69 домаћинстава, а просечан број чланова по домаћинству је 5,51.
Ово насеље је великим делом насељено Бошњацима (према попису из 2003. године).
|  |

| Демографија | Демографија | Демографија |
| Година      | Становника  | Становника  |
| ----------- | ----------- | ----------- |
|             |             |             |
|             |             |             |
|             |             |             |
|             |             |             |
| 1948.       | 613         |             |
| 1953.       | 333         |             |
| 1961.       | 367         |             |
| 1971.       | 317         |             |
| 1981.       | 403         |             |
| 1991.       | 437         | 423         |
| 2003.       | 406         | 380         |
|             |             |             |

| Етнички састав према попису из 2003.‍ | Етнички састав према попису из 2003.‍ | Етнички састав према попису из 2003.‍ | Етнички састав према попису из 2003.‍ | Етнички састав према попису из 2003.‍ |
| ------------------------------------ | ------------------------------------ | ------------------------------------ | ------------------------------------ | ------------------------------------ |
|                                      |                                      |                                      |                                      |                                      |
| Бошњаци                              | Бошњаци                              |                                      | 361                                  | 95,0%                                |
| Муслимани                            | Муслимани                            |                                      | 17                                   | 4,47%                                |
| непознато                            | непознато                            |                                      | 2                                    | 0,52%                                |

| Година пописа     | 1948. | 1953. | 1961. | 1971. | 1981. | 1991. | 2003. |
| ----------------- | ----- | ----- | ----- | ----- | ----- | ----- | ----- |
| Број домаћинстава | 97    | 58    | 55    | 43    | 55    | 72    | 69    |

| Број чланова      | 1  | 2 | 3 | 4 | 5  | 6  | 7  | 8 | 9 | 10 и више | Просек |
| ----------------- | -- | - | - | - | -- | -- | -- | - | - | --------- | ------ |
| Број домаћинстава | 69 | 2 | 4 | 5 | 10 | 15 | 16 | 6 | 4 | 4         | 3      |

| Пол    | Укупно | Неожењен/Неудата | Ожењен/Удата | Удовац/Удовица | Разведен/Разведена | Непознато |
| ------ | ------ | ---------------- | ------------ | -------------- | ------------------ | --------- |
| Мушки  | 154    | 76               | 75           | 2              | 0                  | 1         |
| Женски | 128    | 42               | 77           | 8              | 1                  | 0         |
| УКУПНО | 282    | 118              | 152          | 10             | 1                  | 1         |

| Пол    | Укупно                    | Пољопривреда, лов и шумарство | Рибарство                            | Вађење руде и камена | Прерађивачка индустрија       |
| ------ | ------------------------- | ----------------------------- | ------------------------------------ | -------------------- | ----------------------------- |
| Мушки  | 36                        | 4                             | 0                                    | 0                    | 13                            |
| Женски | 48                        | 48                            | 0                                    | 0                    | 0                             |
| УКУПНО | 84                        | 52                            | 0                                    | 0                    | 13                            |
| Пол    | Производња и снабдевање   | Грађевинарство                | Трговина                             | Хотели и ресторани   | Саобраћај, складиштење и везе |
| Мушки  | 1                         | 2                             | 1                                    | 0                    | 1                             |
| Женски | 0                         | 0                             | 0                                    | 0                    | 0                             |
| УКУПНО | 1                         | 2                             | 1                                    | 0                    | 1                             |
| Пол    | Финансијско посредовање   | Некретнине                    | Државна управа и одбрана             | Образовање           | Здравствени и социјални рад   |
| Мушки  | 0                         | 0                             | 1                                    | 3                    | 0                             |
| Женски | 0                         | 0                             | 0                                    | 0                    | 0                             |
| УКУПНО | 0                         | 0                             | 1                                    | 3                    | 0                             |
| Пол    | Остале услужне активности | Приватна домаћинства          | Екстериторијалне организације и тела | Непознато            | Непознато                     |
| Мушки  | 0                         | 0                             | 0                                    | 10                   | 10                            |
| Женски | 0                         | 0                             | 0                                    | 0                    | 0                             |
| УКУПНО | 0                         | 0                             | 0                                    | 10                   | 10                            |